# Araxá
Araxá est une ville du Minas Gerais, au Brésil.

## Maires
| Période | Période | Identité               | Étiquette | Qualité |
| ------- | ------- | ---------------------- | --------- | ------- |
| 2009    | 2012    | Jeová Moreira da Costa | PP        |         |